# Norwegian Getaway
Die Norwegian Getaway ist ein Kreuzfahrtschiff der US-amerikanischen Reederei Norwegian Cruise Line, die ihren Firmensitz in Miami/Florida hat. Das Schiff gehört zur Breakaway-Klasse. Schwesterschiff ist die Norwegian Breakaway.

## Geschichte
Das Schiff wurde im Oktober 2010, gemeinsam mit dem Schwesterschiff Norwegian Breakaway, im Oktober 2010 Meyer Werft in Papenburg mit geplanter Ablieferung im Jahr 2014 bestellt.
Die Norwegian Getaway wurde als Baunummer S.692 von der Papenburger Meyer Werft gebaut. Der erste Block wurde am 30. Oktober 2012 platziert.
Am 5. März 2013 brach im Baudock II auf der Norwegian Getaway auf Deck 15 im Pool-Equipment-Raum ein Feuer aus. Bei der Brandbekämpfung waren Feuerwehren aus dem kompletten Umland beteiligt, Verletzte gab es keine. Der Schaden belief sich auf unter 500.000 Euro. Die Ablieferung wurde dadurch nicht gefährdet.
Nach dem Ausdocken am 2. November 2013 wurde das Schiff am 14./15. November 2013 über die Ems nach Eemshaven überführt. Die Überführung erfolgte mithilfe des Emssperrwerks bei Gandersum. Hiermit war die Ems ab 22 Uhr des 14. November aufgestaut worden. Rund 12 Stunden später, gegen 10:30 Uhr am 15. November, passierte das Schiff das Emssperrwerk.
Nach den Werfterprobungen machte die Norwegian Getaway Ende November 2013 an der Bremerhavener Columbuskaje fest, um dort ausgestattet zu werden. Am 5. Dezember 2013 lief das Schiff aufgrund von Orkan Xaver in die Deutsche Bucht aus, um im Hafen nicht beschädigt zu werden. Das Schiff blieb auf See, bis der Orkan vorüber war. 
Am 10. Januar 2014 wurde das Schiff nach 15-monatiger Bauzeit früher als geplant in Bremerhaven abgeliefert. Am 7. Februar 2014 wurde das Schiff in Miami getauft.
Bei den Olympischen Spielen 2016 diente das Schiff in Rio de Janeiro als Hotelschiff.

## Einsatzgebiet
Im Winter fährt die Norwegian Getaway ab Miami in die westliche Karibik, im Sommer entweder das Winterprogramm oder ab Kopenhagen in der Ostsee.